# 清水義悳
清水 義悳（しみず よしのり、1941年 - ）は、日本の更生保護分野における第一人者。更生保護法人清心寮理事長。

## 略歴・人物
1960年、静岡県立静岡高等学校卒業。1967年、日本社会事業大学卒業。法務省 保護局 観察課を経て、更生保護法人日本更生保護協会 常務理事 事務局長、全国就労支援事業者機構事務局長。清心寮理事長。

## 著書・編書
- 『刑事司法と福祉』 蛯原正敏, 清水義悳, 羽間京子 編著 ミネルヴァ書房 2020.12
- 『MINERVA社会福祉士養成テキストブック』 岩田正美, 大橋謙策, 白澤政和 監修 ミネルヴァ書房 2014.3
- 『Minerva社会福祉士養成テキストブック』 岩田正美, 大橋謙策, 白澤政和 監修 ミネルヴァ書房 2009.4
- 『保護観察ケースワークに関する研究』 清水義悳 著 法務総合研究所 1975